# Cymbidiinae
Cymbidiinae je podtribus kaćunovki smješten u tribus Cymbidieae, dio potporodice Epidendroideae. Postoje 7 priznatih rodova; tipični je cimbidijum (Cymbidium) sa 80 vrsta iz Azije i Australije.

## Rodovi
1. Cymbidium Sw. (80 spp.)
2. Acriopsis Reinw. ex Blume (6 spp.)
3. Thecopus Seidenf. (2 spp.)
4. Thecostele Rchb. fil. (1 sp.)
5. Devogelia Schuit. (1 sp.)
6. Grammatophyllum Blume (13 spp.)
7. Porphyroglottis Ridl. (1 sp.)